# وكالة أنباء أذربيجان الحكومية - أذرتاج

شعار وكالة أنباء أذربيجان الحكومية - أذرتاج

وكالة أنباء أذربيجان الحكومية - أذرتاج (بالأذرية: Azərbaycan Dövlət İnformasiya Agentliyi ، اختصاراً: AzərTAc، بالعربية: أذرتاج) هي وكالة أنباء أذربيجان الحكومية الوطنية وتستقل بوجهها مصدرا وحيدا للأنباء الحكومية لوسائل الاعلام المحلية والدولية.
تأسست الوكالة في 1 مارس 1920 عن طريق حكومة جمهورية أذربيجان الشعبية آنذاك، ثم واصلت نشاطها تحت مسميات مختلفة أثناء حكم الإتحاد السوفيتي.
وقد أعادت الوكالة اسمها التاريخي بعد إعادة أذربيجان استقلالها. وسميت هذه الوكالة في 3 مارس 1995 بـ«وكالة الأنباء الحكومية التابعة لمجلس الوزراء»، واعتبارا من 17 يناير 2000 أطلق عليها «وكالة أنباء أذربيجان الحكومية».
تبث وكالة (أذرتاج) بجانب الأخبار الرسمية المعلومات والأخبار المهمة على مدار 24 ساعة يوميا باللغات الأذربيجانية والروسية والإنجليزية والفرنسية والألمانية والعربية والصينية في مختلف الموضوعات الاجتماعية والسياسية والاقتصادية، وفي مختلف مجالات العلم والتعليم والثقافة والصحة والرياضة والبيئة وغيرها من المجالات.
ويعمل لدى الوكالة موقع خاص بتقديم أحدث الأخبار بالفيديو وبوابة الأطفال. وتقوم الوكالة إلى جانب المعلومات المصورة والمكتوبة بإعداد الأخبار بالفيديو عن الحياة الاجتماعية والسياسية والاقتصادية والرياضية للبلد وتبثها عبر موقع الكتروني خاص بها وشبكات التواصل الاجتماعي. حيث تقوم خدمة الملتميديا والأخبار بالفيديو للوكالة بإعداد عدة مشاريع منها «أتجول في أذربيجان» و«آثارأذربيجان التاريخية» و«مدن العالم».
وأبرمت وكالة أذرتاج اتفاقيات تعاون مع وكالات الأنباء العالمية مثل  ITAR-TASS الروسية ووكالة  الأناضول  التركية و شينخوا الصينية وAGERPRESS  الرومانية و Ukrinform الأوكرانية و BTA البلغارية و ANSA الإيطالية و İRNA  الإيرانية و TANYUQ  السيبرية و BELTA البيلاروسية وMoldpress  المولدوفية و ATA الألبانية و MTI  المجرية و MENA المصرية وPETRA  الأردنية و ANTARA الاندونيسية و MONTSAME  المنغولية ويونهاب الكورية الجنوبية و LETA اللاتفية و Kabar القيرغيزية و Kazinform الكازاخستانية و KUNA  الكويتية وXovar  الطاجكستانية و KYODO اليابانية و AGİ الإيطالية و BuaNews لجنوب أفريقيا و QNA القطرية و PAP  البولندية و ELTA الليتوانية و TELAM الأرجنتينية.
وبالإضافة إلى ذلك، تم في الثالث من شهر أكتوبر/ تشرين الأول توقيع اتفاقيتي تعاون بين وكالة (أذرتاج) ووكالتي الأنباء الفيتنامية (VNA) و«برناما» الوطنية الماليزية وتوقيع مذكرتي تفاهم في مجال التعاون وتبادل المعلومات بين أذرتاج ووكالة أنباء الإمارات العربية المتحدة (WAM)  ووكالة الأنباء والمعلومات الفلسطينية (وفا)  وذلك في إطار منتدى باكو الإنساني الدولي الرابع الذي استضافته العاصمة باكو. كما تم في إطار المنتدى تجديد اتفاقية تعاون مع وكالة «كازإنفورم» الكازاخستانية.
وقد انضمت الوكالة إلى عضوية مجمع وكالات أنباء دول آسيا والمحيط الهادي (OANA) في عام 2004 م، وإلى عضوية تحالف وكالات أنباء أوروبا (EANA) عام 2008 م. وهي أيضا من مؤسسي كل من جمعية وكالات الأنباء الوطنية للدول الأعضاء في رابطة الدول المستقلة (ANİA)، واتحاد وكالات أنباء الدول الناطقة بالتركية (TKA)، وجمعية وكالات الأنباء الوطنية للدول الأعضاء في منظمة التعاون الاقتصادي لحوض البحر الأسود. وتتواجد الوكالة على ساحة الأحداث بكثافة وفعالية عبر مكاتبها ومراسليها في الولايات المتحدة الأمريكية، وبريطانيا العظمى، وفرنسا، وألمانيا، والنمسا، بلدان حوض البلطيق، وهنغاريا، وروسيا، وأوكرانيا، ومصر، وتركيا، وجورجيا، وإيران، أوزبكستان، وتركمانستان، والصين، واليابان، إسبانيا، ورومانيا، وإيطاليا والسويد، وجميع مناطق أذربيجان.
إن إصدار قرارين حول عقد الجمعية العامة السادسة عشر لمنظمة وكالات أنباء بلدان آسيا والمحيط الهادئ (أوانا) والمؤتمر العالمي الخامس لوكالات الأنباء في أذربيجان عام 2016 أتى نتيجة نشاط الوكالة الواسع على الصعيد الإعلامي العالمي. فتتولى وكالة أذرتاج رئاسة منظمة الأوانا والمؤتمر العالمي لوكالات الأنباء خلال سنوات 2016-2019.
وانعقد في الثاني من يونيو/حزيران بباكو اجتماع المجلس العالمي لوكالات الأنباء بتنظيم من وكالة أنباء أذربيجان الحكومية (أذرتاج). وجاء هذا الاجتماع تحضيرا للمؤتمر العالمي الخامس لوكالات الأنباء الذي ستستضيفه وكالة (أذرتاج) عام 2016م.
وتقيم أذرتاج «موائد مستديرة» حول القضايا الإعلامية في إطار منتدى باكو الإنساني الدولي منذ أربع سنوات على التوالي. ويشارك في جلسات «المائدة المستديرة» شخصيات سياسية واجتماعية وثقافية من مختلف بلدان العالم ومدراء المنظمات الإعلامية الشهيرة والخبراء.